# Gong Li
Gong Li Embaixador(a) da boa vontade da FAO (chinês tradicional: 巩俐) (Shenyang, Liaoning 31 de dezembro de 1965) é uma atriz chinesa naturalizada singapurense.
Em 1985, Gong ingressou no Instituto Central de Teatro da China onde fez um curso de interpretação cinematográfica. Em 1987, no segundo ano do curso, participou no filme Red Sorghum, dirigido por Zhang Yimou. O mesmo filme ganhou o Urso de Ouro no 38° Festival de Berlim, em 1988.
Gong li tem presença na maior parte dos filmes dirigidos por Zhang Yimou desde 1995.

## Filmografia
| Ano  | Título original                            | Título em português                                 | Papel            | Observações       |
| 1987 | Hong gao liang                             | Sorgo Vermelho (Br) / Milho Vermelho (Pt)           |                  |                   |
| 1989 | Xi tai hou                                 |                                                     | Guilian          |                   |
| 1989 | Hoi sam gui miu ba                         |                                                     |                  |                   |
| 1989 | Daihao Meizhoubao                          |                                                     |                  |                   |
| 1990 | Qin yong                                   |                                                     |                  |                   |
| 1990 | Ju Dou                                     | Amor e Sedução (Br)                                 | Ju Dou           |                   |
| 1991 | Du xia II: Shang Hai tan du sheng          |                                                     | Yu-San / Yu-Mong |                   |
| 1991 | Da hong deng long gao gao gua              | Lanternas Vermelhas (Br)/ Esposas e Concubinas (pt) | Songlian         |                   |
| 1992 | Qiu Ju da guan si                          |                                                     | Qiu Ju           |                   |
| 1992 | Meng xing shi fen                          |                                                     | Ma Li            |                   |
| 1993 | Ba wang bie ji                             | Adeus, Minha Concubina (Br/Pt)                      | Juxian           |                   |
| 1993 | Tang Bohu dian Qiuxiang                    |                                                     | Chen Heung       |                   |
| 1994 | Xin tian long ba bu zhi tian shan tong lao |                                                     | Mo Han-Wen       |                   |
| 1994 | Hua hun                                    |                                                     | Pan Yuliang      |                   |
| 1994 | Huozhe                                     |                                                     | Xu Jiazhen       |                   |
| 1994 | Xi chu bawang                              |                                                     | Lu Zhi           |                   |
| 1995 | Yao a yao yao dao waipo qiao               | Operação Xangai (Br) / A Tríade de Xangai (Pt)      | Xiao Jingbao     |                   |
| 1996 | Feng yue                                   |                                                     | Pang Ruyi        |                   |
| 1997 | Chinese Box                                | O Último Entardecer (Br)                            | Vivian           |                   |
| 1998 | Jing Ke ci Qin Wang                        |                                                     | Lady Zhao        |                   |
| 2000 | Piao liang ma ma                           |                                                     | Sun Liying       |                   |
| 2002 | Zhou Yu de huo che                         |                                                     | Zhou Yu          |                   |
| 2004 | 2046                                       | 2046 - Os segredos do amor (Br)                     | Su Li-zhen       |                   |
| 2004 | The Hand                                   |                                                     | Miss Hua         |                   |
| 2004 | Eros                                       |                                                     | Miss Hua         | segmento The Hand |
| 2005 | Memoirs of a Geisha                        | Memórias de uma Gueixa (Br/Pt)                      | Hatsumomo        |                   |
| 2006 | Miami Vice                                 | Miami Vice (Br/Pt)                                  | Isabella         |                   |
| 2006 | Man cheng jin dai huang jin jia            | A maldição da flor dourada (Br/Pt)                  | Imperatriz Fênix |                   |
| 2007 | Hannibal Rising                            | Hannibal - A Origem do Mal (Br/Pt)                  | Lady Murasaki    |                   |
| 2010 | Shanghai                                   | Conspiração Xangai (Br)                             | Anna Lan-Ting    |                   |
| 2011 | Wo Zhi Nu Ren Xin                          |                                                     | Li Yi-Long       |                   |